# A New Direction
A New Direction är Misconducts andra studioalbum, utgivet på Bad Taste Records 1999.

## Låtlista
1. "Stay True"
2. "Wasted Life"
3. "Suffer"
4. "Forgive & Forget"
5. "Trust Us"
6. "The Truth"
7. "Misconduct"
8. "Today"
9. "...Peace Is Everything"
10. "Raise Your Voice"
11. "Keep on Fighting"
12. "Covered Up"
13. "What's Right"
14. "Shut the Fuck Up"
15. "Never Again"
16. "Bound by Blood"

### Fotnoter
1. ↑  ”A New Direction”. Discogs.com. http://www.discogs.com/Misconduct-A-New-Direction/release/2432134. Läst 8 januari 2012.